# Динесман, Лев Георгиевич
Лев Георгиевич Динесман (10 ноября 1919—2005) — зоолог, доктор биологических наук, пионер использования радиокарбонового метода в экологических исследованиях в СССР.

## Биография
Родился в Москве в семье агронома Георгия Юлиановича Динеcмана (1884—?) и его жены Елены Петровны, урождённой Зариной. Отец учился в Цюрихском университете, окончил естественное отделение физико-математического факультета Московского университета и в 1914 году сельскохозяйственный институт. Мать также выпускница естественного отделения физико-математического факультета Московского университета, работала заведующей Гидробиологическим музеем Мосрыбвтуза. Г. Ю. Динесман  18 октября 1920 года был задержан ЧК по подозрению в контрреволюционной деятельности, но через 10 дней отпущен без вынесения решения по делу.
В 1934 году поступил в КЮБЗ. Основные интересы Льва были связаны с птицами. В 1935 году появилась первая публикация в "Бюллетене зоопарков и зоосадов", посвященная вертишейке. В 1938 году поступил на биологический факультет МГУ. В 1939 году проходил практику в Ферганском районе. Летом 1941 был в экспедиции в Воронежском заповеднике. 15 сентября 1941 призван Краснопрененским районным военкоматом по мобилизации в действующую армию, попал диверсионно-разведывательное подразделение, так как владел немецким языком и был спортсменом. Воевал на Карело-Финском и Юго-западном фронтах. 2 июля 1942 года был осуждён Военным трибуналом 23 гвардейской стрелковой дивизии. Обстоятельства этого приговора неизвестны. 31 июля 1942 поступил из тюрьмы № 2 в 8 стрелковую роту 3/112 запасного стрелкового полка (ЗСП)  Карельского фронта, на этом, по-видимому, тюремная эпопея Льва Георгиевича окончилась. В 1943 году ранен, после госпиталя перешёл на должность инструктора-бонификатора, и позднее инструктора-дератизатора Санитарно-эпидемиологической лаборатории  Воронежского и 1-м Украинского фронтов.
К. Н. Благосклонов вспоминал одно происшествие во время Берлинской операции: 
В ночь на 30 апреля 1945 года нас вызвали в эпидотдел штаба нашего 1-го Украинского фронта. Волновало, что из всей фронтовой санэпидлаборатории были вызваны только трое. Подполковник медицинской службы Г.П. Калина, капитан К.Н. Благосклонов и старший сержант Л.Г. Динесман, т.е. профессор — специалист по чуме, зоолог — по грызунам и дератизатор. В таком составе нам уже приходилось выезжать на «диверсионную чуму»: тогда тревога оказалась ложной. <...> В штабе Калина получил приказ: едем в Берлин. До него две сотни километров. По полученным сведениям там противник выпустил в тылу наших войск, штурмовавших рейхстаг, каких-то, очевидно, зараженных разноцветных зверьков, побольше крысы, поменьше кролика. Они бегали по улицам в районе микробиологического института имени Коха. Вслед за нами, по нашему сигналу должны были двигаться во всеоружии медицинской науки эпидемиологи, бактериологи и другие специалисты. <...> Был уже вечер, когда мы прибыли в Далем — район Берлина, где расположен коховский институт. Сразу же было установлено, что по улицам действительно бегали зверьки — морские свинки, но никто их не выпускал: снаряд попал в виварий.
После войны, восстановившись на биолого-почвенном факультете, работал под руководством профессора А. Н. Формозова по теме "Амфибии и рептилии Тургайской столовой страны и Северного Приаралья". По этой теме защитил дипломную работу, а потом в 1950 году и кандидатскую диссертацию.
После окончания университета в течение года работал в нём же, в 1949 году поступил в комплексную экспедицию по полезащитному лесоразведению по руководством В. Н. Сукачёва. Дальнейшая работа Л. Г. Динесмана была тесно связана с В. Н. Сукачёвым вплоть до самой смерти Владимира Николаевича. После расформирования экспедиции Л.Г. перешёл вслед за Сукачёвым в Институт леса, затем в Лабораторию лесоведения, и после перевода Института леса в Красноярск в Лабораторию биоценологии при Ботаническом институте АН СССР.
В конце 1950-х начале 1960-х опубликовал первые статьи по истории биоценозов, основываясь преимущественно на архивных данных и записях путешественников. В апреле 1965 организовал Группу истории биогеоценозов. Ещё в начале 1960-х годов разработал авторадиографический метод определения возраста органических остатков, который позволял работать с небольшими по массе образцами. Недостатками метода была большая ошибка, длительность и трудоёмкость измерений. В 1968 года перешёл со своей группой ИЭМЭЖ им.  А. Н. Северцова. Одним из объектов изучения истории биогеоценозов стали долговременные норы сурков, сусликов, песцов, лисиц, барсуков, которые, как показал радиоуглеродный анализ, существуют до 8—10 тысяч лет. В 1969 году защищена докторская диссертация "Поселения и норы млекопитающих как объект палеоэкологических исследований". (М.: ИЭМЭЖ, 185 с.). С 1977 по 1983 год работал в Монголии в советско-монгольской комплексной биологической экспедиции. В 1985-1988 годах изучал вместе с группой коллег динамику экосистем Кавказа, используя целый комплекс методов: радиоуглеродный, споро-пыльцевой, фитолитный, палеогельминтологический, остеологический и другие методы.
С 1989 года группа Исторической экологии начала работать в Берингии. Для Динесмана экспедиция на Чукотку в 1989 году была последней. В 1999 году Л. Г. Динесман ушёл из заведующих группы Исторической экологии и до конца жизни работал в том же институте в должности главного научного сотрудника, научного консультанта этой группы.

## Семья
- Первая жена —
- Вторая жена — Кира Семёновна Ходашова (1922—1990), к.б.н., сотрудник института географии АН СССР[8]
  - Дочь —
- Брат — Пётр, студент МЭИ, пропал без вести в Великую Отечественную войну.
- Сестра — Татьяна (1921—2011), литературовед, специалист по творчеству Ф. Тютчева, А. Фета, И. Бунина.

## Научные труды
- Динесман Л. 1935. Вертишейка // Бюллетень зоопарков и зоосадов № 10/11 С. 18-22
- Динесман Л. Г., Кучерук В. В. 1937. Питание серой вороны (Corvus cornix L.) // Зоол. ж., 16(4) с. 706-712.
- Динесман Л. Г. 1940. Материалы к гнездовому периоду постэмбрионального роста некоторых видов птиц отряда Passeriformes // Сборник научных студенческих работ (Московский государственный университет им. М.В. Ломоносова). М., вып. 12, с. 29-38.
- Динесман Л. Г. 1958. К истории древесно-кустарниковой растительности междуречья Урала и Волги // Труды Ин-та леса АН СССР. Т. 38, С 171-181.
- Динесман Л. Г. 1960. Изменение природы северо-запада Прикаспийской низменности. М.: Изд-во АН СССР. 160 с.
- Динесман Л. Г. 1961. Влияние диких млекопитающих на формирование древостоев. – М. : изд-во АН СССР, 166 с.
- Динесман Л. Г. 1977. Биогеоценозы степей в голоцене. М.: Наука. 160 с.
- Динесман Л. Г.. Изучение истории биогеоценозов по норам животных. М.: Изд-во АН СССР.  с.
- Динесман Л. Г., Киселева Н. К., Князев А. В. 1989. История степных экосистем Монгольской Народной Республики. М.: Наука. 215 с.
- Динесман Л. Г., (ред.) 1992. Историческая экология диких и домашних копытных. (сборник статей) М.: Наука. 217 с.
- Динесман Л. Г., Киселева Н. К., Савинецкий А. Б., Хасанов Б. Ф. 1996. Вековая динамика прибрежных экосистем северо-востока Чукотки. М.: Аргус, 188 с.

## Адреса
- 1920 — Проезд Соломенной сторожки д. 3 кв. 2[1].
- 1940—1950 — Проезд Соломенной сторожки д. 3/6 кв. 1[5].